# ويليام هنري سكوت
ويليام هنري سكوت (بالإنجليزية: William Henry Scott)‏ هو مؤرخ أمريكي، ولد في 10 يوليو 1921 في ديترويت في الولايات المتحدة، وتوفي في 4 أكتوبر 1993 في St. Luke's Medical Center (company) ‏ في الفلبين.